# Joeropsis affinis
Joeropsis affinis is een pissebed uit de familie Joeropsididae. De wetenschappelijke naam van de soort is voor het eerst geldig gepubliceerd in 1961 door Kussakin.